# Бойкове (Запорізький район)
Бойкове —  село в Україні, у Запорізькому районі Запорізької області. Входить до складу Тернуватської селищної громади. Населення становить 111 осіб. До 2019 року орган місцевого самоврядування - Самійлівська сільська рада.

## Географія
Село Бойкове знаходиться на відстані 0,5 км від села Христофорівка (Синельниківський район) та за 2 км від селища Тернувате. По селу протікає пересихаючий струмок з загатою. Поруч проходить залізниця, станція Гайчур за 3 км.

## Історія
7 (20) листопада 1917 року, відповідно до Третього Універсалу Української Центральної Ради, увійшло до складу Української Народної Республіки.